# Matthias Kuntzsch
Matthias Kuntzsch (* 22. September 1935 in Karlsruhe) ist ein deutscher Dirigent, der in den Vereinigten Staaten lebt.

## Leben
Matthias Kuntzsch besuchte die Schule in Braunschweig, wo seine Großmutter, Martha Fuchs, Oberbürgermeisterin war. An der Akademie für Musik und Theater in Hannover studierte er Klavier bei dem Pianisten Karl Engel. Er setzte sein Studium fort am Mozarteum in Salzburg und in der Schweiz und besuchte Meisterkurse bei Lovro von Matačić, Herbert von Karajan und Pablo Casals.
Verheiratet ist Matthias Kuntzsch mit der US-amerikanischen Sängerin (Mezzosopran, Sopran) Sylvia Anderson.

## Stationen der Karriere als Dirigent
- Staatstheater Braunschweig,
- Theater Bonn,
- Nationaltheater Mannheim,
- Hamburgische Staatsoper,
- Nationaltheater München,[3]
- Theater Lübeck,[3]
- Saarländisches Staatstheater,[3][4]
- Bay Area Summer Opera Theater Institute (BASOTI).[5]

## Auszeichnungen
- 1960: Förderpreis des Niedersächsischen Kunstpreises[6]